# Ed Greenwood

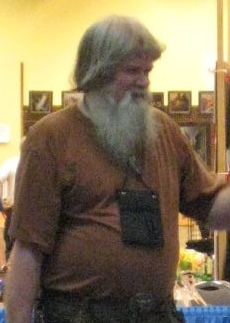
Ed Greenwood.

Ed Greenwood, född 21 juli 1959, är en engelskspråkig fantasyförfattare bosatt i Kanada som skapade rollspels- och fantasyvärlden Forgotten Realms.
Greenwood började skriva fantasiberättelser om Forgotten Realms redan som barn 1967. Han upptäckte rollspelet Dungeons & Dragons 1975, blev därefter en aktiv rollspelare och började då använda sin egen fantasivärld Forgotten Realms som en plats för rollspelskampanjer. Detta ledde till att Greenwood successivt skapade mycket mer detaljer om Forgotten Realms. Han började skriva artiklar om Forgotten Realms i Dragon från 1979. I hans artiklar i Dragon var det ofta trollkarlen Elminster som förklarade olika magiska föremål, monster eller trollformler. Greenwood sålde rättigheterna till Forgotten Realms till TSR 1986 och har arbetat för både TSR och Wizards of the Coast.
Greenwood har även skrivit spelet Mages of Mystralia.